# Royuela de Río Franco
Royuela de Río Franco – gmina w Hiszpanii, w prowincji Burgos, w Kastylii i León, o powierzchni 50,61 km². W 2011 roku gmina liczyła 228 mieszkańców.